# Галаксии
Галаксии (лат. Galaxias) — род лучепёрых рыб семейства галаксиевых (Galaxiidae).

## Описание
Длина тела до 58 сантиметров (у Galaxias argenteus). Тело рыб голое, окрашено преимущественно пёстро.

## Ареал
Распространены в морских, прибрежных и пресных водах Новой Зеландии, Тасмании, Фолклендских островов, южной Австралии, Южной Америки, южной Африки.

## Образ жизни
У видов, обитающих в реках, характерны миграции на нерест в море.
Так, взрослые особи Galaxias maculatus в январе — марте мигрируют из рек Новой Зеландии и нерестятся в эстуариях, откладывая икру на прибрежной морской растительности во время прилива. Развитие происходит так: мальки сперва обитают в море, а повзрослев мигрируют в реки. После нереста, в марте — мае, рыбы мигрируют обратно в реки. Питаются беспозвоночными.

## Значение для человека
Некоторые виды имеют местное промысловое значение.

## Виды
В состав рода включают 46 видов:
- Galaxias anomalus Stokell, 1959
- Galaxias argenteus (Gmelin, 1789) — серебристая, или гигантская, галаксия[1]
- Galaxias auratus Johnston, 1883
- Galaxias brevipinnis Günther, 1866
- Galaxias cobitinis McDowall & Waters, 2002
- Galaxias rostratus Klunzinger, 1872
- Galaxias olidus Günter, 1866
- Galaxias depressiceps McDowall & Wallis, 1996
- Galaxias divergens Stokell, 1959 — изменчивая, или карликовая, галаксия[1]
- Galaxias eldoni McDowall, 1997
- Galaxias fasciatus Gray, 1842 — полосатая галаксия[1]
- Galaxias fontanus Fulton, 1978
- Galaxias fuscus Mack, 1936
- Galaxias globiceps Eigenmann, 1928
- Galaxias gollumoides McDowall & Chadderton, 1999
- Galaxias gracilis McDowall, 1967 — изящная галаксия[1]
- Galaxias johnstoni Scott, 1936 — галаксия Джонстона[1]
- Galaxias maculatus (Jenyns, 1842) — пятнистая галаксия[1]
- Galaxias neocaledonicus Weber & de Beaufort, 1913
- Galaxias niger Andrews, 1985
- Galaxias occidentalis Ogilby, 1899 — западная галаксия[1]
- Galaxias olidus Günther, 1866 — квинслендская галаксия[1]
- Galaxias parvus Frankenberg, 1968 — маленькая галаксия[1]
- Galaxias paucispondylus Stokell, 1938
- Galaxias pedderensis Frankenberg, 1968 — паддерская галаксия[1]
- Galaxias platei Steindachner, 1898
- Galaxias postvectis Clarke, 1899 — короткочелюстная галаксия[1]
- Galaxias prognathus Stokell, 1940 — длинночелюстная галаксия[1]
- Galaxias pullus McDowall, 1997
- Galaxias tanycephalus Fulton, 1978
- Galaxias truttaceus Valenciennes, 1846
- Galaxias vulgaris Stokell, 1949 — обыкновенная речная галаксия[1]
- Galaxias zebratus (Castelnau, 1861) — зебровидная галаксия[1]